# Uranotaenia pifanoi
Uranotaenia pifanoi är en tvåvingeart som beskrevs av Cova Garcia, Pulido F. och Escalante de Ugueto 1981. Uranotaenia pifanoi ingår i släktet Uranotaenia och familjen stickmyggor.
Artens utbredningsområde är Venezuela. Inga underarter finns listade i Catalogue of Life.